# Buryl
Buryl (kasachisch und russisch Бурыл; bis 1997 Rownoje) ist ein Ort im Südwesten des Gebietes Schambyl in Kasachstan.

## Geografie
Buryl liegt im Süden Kasachstans im Gebiet Schambyl und gehört zum Audan Baisaq. Der Ort befindet sich etwa neun Kilometer nordöstlich des Stadtzentrum von Taras, der Hauptstadt des Gebietes Schambyl. Durch den Ort fließt der Fluss Qarabaqyr, westlich von Buryl durchfließt der Talas die Gegend. Dessen Wasser wird in der Umgebung intensiv zur Bewässerung in der Landwirtschaft genutzt. Im Westen des Ortes erheben sich bereits die Ausläufer des Kirgisischen Gebirges.
Das Klima in Buryl ist ein sommerheißes trockenes Kontinentalklima. Die Jahresdurchschnittstemperatur liegt bei etwa 11 °C, im Durchschnitt fallen im Jahr etwas mehr als 400 Millimeter Niederschlag. Die Sommer sind warm und angenehm mit wenig Niederschlag. Der Juli ist der wärmste Monat des Jahres, die durchschnittlichen Temperaturen liegen dann bei 26 °C. Der Januar ist mit einer durchschnittlichen Temperatur von −3 °C der kälteste Monat. Ein Großteil der Niederschlagsmenge fällt im Winter und Frühling.

## Bevölkerung
Bei der Volkszählung 1999 wurde für Buryl eine Einwohnerzahl von 5033 Menschen angegeben. Bei der Volkszählung im Jahr 2009 hatte der Ort 6689 Einwohner. Bei der letzten Volkszählung 2021 lebten 7532 Menschen in Buryl.
| Einwohnerentwicklung               | Einwohnerentwicklung | Einwohnerentwicklung | Einwohnerentwicklung | Einwohnerentwicklung |
| 1989                               | 1999                 | 2009                 | 2021                 |                      |
| ---------------------------------- | -------------------- | -------------------- | -------------------- | -------------------- |
| 4760                               | 5033                 | 6689                 | 7532                 |                      |
| Anmerkung: Volkszählungsergebnisse |                      |                      |                      |                      |

## Verkehr
Nördlich von Buryl verläuft die A2, eine wichtige Verbindung im Süden Kasachstans. Auf dieser gelangt man in Richtung Westen nach Schymkent und weiter zur usbekischen Grenze. In östlicher Richtung führt die Schnellstraße über Almaty bis zur chinesischen Grenze bei Scharkent.